# Stenocorus serratus
Stenocorus serratus är en skalbaggsart som beskrevs av Holzschuh 1974. Stenocorus serratus ingår i släktet Stenocorus och familjen långhorningar. Inga underarter finns listade i Catalogue of Life.